# Nemoura dentata
Nemoura dentata är en bäcksländeart som beskrevs av Tatemi Shimizu 1997. Nemoura dentata ingår i släktet Nemoura och familjen kryssbäcksländor. Inga underarter finns listade i Catalogue of Life.